# Lennart Kjellgren
Lennart Kjellgren, född 17 juli 1922 i Lyby socken, dåvarande Malmöhus län, död 4 mars 2015 i Malmö, var en svensk författare, vissångare, journalist och TV-personlighet.
Lennart Kjellgren debuterade som sångare 1939 på Hörby Folkets hus och var senare även verksam som journalist. Han övergick till att ägna sig åt författarskap och svensk vistradition, i synnerhet skillingtryck och skånska visor. Han blev rikskänd på 1960-talet genom sin medverkan tillsammans med Gunnel Nilsson i TV-programmet Bialitt. Han har utgivit en rad böcker, grammofoninspelningar och vissamlingar.